# Alten Sverige
Alten Sverige AB är ett svenskt konsultföretag inom teknik och IT med huvudkontor i Göteborg som grundades 1991 som Xdin och bytte namn till Alten Sverige i november 2013 efter att 2008 ha köpts upp av den franska teknikkonsultkoncernen Alten. Företaget har 1 300 anställda i Sverige och 24 000 i världen (2016), omsatte 940 miljoner kronor (2015) och har vid sidan av huvudkontoret i Göteborg, kontor i Stockholm, Lund, Linköping, Västerås, Jönköping, Skellefteå, Luleå, Umeå och Örebro. Företagets kunder finns främst inom energi, telekom, fordons- och tillverkningsindustrin.  